# Salmorejo canario
El salmorejo canario, es una salsa elaborada especialmente para la preparación al horno de diversas comidas. El plato canario más famoso es el conejo en salmorejo; sin embargo dicha salsa puede servir para cocinar otras carnes, como el pollo o el cerdo. La popularidad del salmorejo canario se debe a la abundancia de sus ingredientes en la naturaleza canaria primero, y como cultivo agrícola, incentivado tras la conquista. Su preparación y carácter son distintos a los del salmorejo cordobés, y por tanto, se puede decir que son platos completamente distintos.

## Elaboración
El salmorejo canario no tiene gran dificultad de preparación. Basta con echar una cucharada sal gorda, media docena de dientes de ajo, media cucharada de pimentón, y una pimienta picona en lascas dentro de un mortero. Tras haberlo machacado creando una mezcla medianamente homogénea se agrega aceite y vinagre, y se echa la mezcla sobre la carne, en la bandeja que servirá para su cocción. A continuación se baña la carne en vino blanco, pudiendo acompañarse de laurel, romero y tomillo.